# Spring Arbor (Míchigan)
Spring Arbor es un lugar designado por el censo ubicado en el condado de Jackson en el estado estadounidense de Míchigan. En el Censo de 2010 tenía una población de 2881 habitantes y una densidad poblacional de 395,86 personas por km².

## Geografía
Spring Arbor se encuentra ubicado en las coordenadas 42°12′24″N 84°33′20″O / 42.20667, -84.55556. Según la Oficina del Censo de los Estados Unidos, Spring Arbor tiene una superficie total de 7.28 km², de la cual 7.19 km² corresponden a tierra firme y (1.21%) 0.09 km² es agua.

## Demografía
Según el censo de 2010, había 2881 personas residiendo en Spring Arbor. La densidad de población era de 395,86 hab./km². De los 2881 habitantes, Spring Arbor estaba compuesto por el 94.45% blancos, el 2.88% eran afroamericanos, el 0.17% eran amerindios, el 0.87% eran asiáticos, el 0.03% eran isleños del Pacífico, el 0.24% eran de otras razas y el 1.35% pertenecían a dos o más razas. Del total de la población el 2.4% eran hispanos o latinos de cualquier raza.